# Sofía Mendoza
Sofía Mendoza fue una cantante lírica y pianista paraguaya. Aún siendo una adolescente, fue escuchada en un acto académico en un coro. A raíz de esto y de los estudios de piano, empezó a surgir y con el tiempo llegó a destacarse como cantante lírica.

## Infancia y juventud
Sofía Mendoza nació en la ciudad de Pilar, departamento de Ñeembucú, el 10 de julio de 1906. Sus padres fueron el señor Manuel Mendoza y la señora Higinia Delpino. Estudió piano, solfeo y teoría en su ciudad natal con la señora Sara Silva de Ashwell.
Los principios de Sofía en la música se identifican con el piano, pero intervino Fernando Centurión, un admirable maestro, violinista laureado en Lieja (Bélgica) y director del Instituto Paraguayo, fue él quien le propuso rescatar su voz. Don Fernando motivó al padre de Sofía a que solicitara una beca para su hija. Esta beca fue concedida y Sofía viajó a Buenos Aires para ejercitar su registro de contralto.
Luego de culminar con sus estudios, en el año 1928, la beca fue canjeada para Milán, Italia. En aquel país se encontraba su amiga y compatriota, Rosita Aliana, que estudiaba pintura, ella la convenció para que abandonara el Conservatorio Giuseppe Verdi en Milán y se trasladara a otro en Turín. Rosita estaba casada con un italiano, residía allí y de esta manera ayudó de gran manera a Sofía.
Es destacable la fuerza con que Sofía empezó a luchar por aquello que amaba hacer: cantar. Llegó desde una ciudad tan lejana a la capital y allí no terminó todo, porque se dio a conocer más allá de las fronteras.

## Trayectoria
Más tarde, empezó a actuar como solista en ciudades como Génova, Ventimiglia y San Remo. Regresó a la Argentina en el año 1934 y cantó en las principales radios de Buenos Aires, como “Excelsior”, “Splendid” y “El Mundo”, siempre cantó como solista, en presentaciones operísticas.
Pronto se destacó con su extenso repertorio compuesto de "Caballería Rusticana", "Rigoleto", "Carmen", "El barbero de Sevilla", "Trovador", "Gioconda", "Madame Butterfly"; así como también de óperas modernas como "El Caballero de la Rosa", "Bizancio", "La Novia del Hereje" y otras. Con su registro de “contralto de especiales rasgos no frecuentes”, llegó al Teatro Colón de Buenos Aires, con la sola recomendación de su voz. Debutó con la obra de Pergolesi “Stanat Mater”. Figuró en la plantilla permanente del teatro, desempeñando papeles principales.
Tuvo once años de actuación ininterrumpida en el Colón y su retrato en la galería junto a las grandes figuras operísticas, que testimoniaron la calidad de su trayectoria. También realizó presentaciones en el Sodre y en el Teatro Solís de Montevideo, así como en el Teatro Municipal de San Pablo y en el Santa Ana de Río de Janeiro. Aunque había vuelto al Paraguay para unas visitas cortas, su radicación definitiva fue en el año 1944. Con el elenco del Colón actuó en 1939 en la función de gala ofrecida en el Teatro Municipal con motivo de la asunción al mando presidencial del general José Félix Estigarribia. En esta ocasión presentó la ópera "Aida", con gran suceso.
Otros datos afirman que también actuó bajo la batuta de los grandes maestros, como Tullio Serafin, Erich Kleiber, Ferrucio Calusio, Alberto Castro y otros.
Sofía retornó definitivamente al Paraguay al no aceptar la exigencia que le presentó aquel país con relación a hacerse ciudadana argentina para seguir actuando en Colón. 
Ya en el Paraguay, se dedicó a enseñar música. En el año 1932, Sofía Mendoza participó de un importante concurso a beneficio de la Cruz Roja Paraguaya en la ciudad de Montevideo, también realizó presentaciones en los Solís y el Sorde. En el año 1944 fundó la Escuela Nacional de Canto, con 15 becarios. A las actividades de formadora de voces en este centro, sumó luego las que realizó en la Escuela Nacional de Canto, donde enseñó otras asignaturas teóricas, siempre necesarias en la formación de cultores del canto. La Escuela Nacional de Canto que abrió sus puertas con auspicios del Ministerio de Educación, luego de décadas de actividad, se convirtió en la Escuela Municipal de Canto, que hoy lleva su nombre.
A Sofía debe el Paraguay su iniciación como ”País con ópera”, ya que presentó ópera con elencos totalmente nacionales. Su labor de maestra no conoció horarios ni reposos. Llena de vida todavía, con mucho que dar aún, sufrió un accidente que imprimió un rumbo penoso a sus días. Luego de ser trasladada a Buenos Aires, su salud empeoró.

## Últimos años
Sofía Mendoza falleció en un asilo de ancianos, completamente abandonada. Murió como había vivido: sola. Falleció en la ciudad de Buenos Aires en 1976, a poco de haber cumplido 70 años.

## Premios obtenidos
Sofía caminó por la vida siendo protagonista de una nación que tal vez no valoró en su real dimensión todo lo que ella representó en realidad. No recibió recompensas materiales por su labor. Ella misma había dicho en una entrevista que las recompensas fueron únicamente espirituales. Entre las premiaciones recibidas se pueden citar: El homenaje que le ofreció la Asociación de Músicos de Cámara de Buenos Aires en el año 1944. A este homenaje se sumaron prestigiosas instituciones culturales de esa capital.
Sofía Mendoza, fue galardonada en el Paraguay con la Orden al Mérito Educacional.